# Fânațe (okręg Bihor)
Fânațe – wieś w Rumunii, w okręgu Bihor, w gminie Câmpani. W 2011 roku liczyła 638 mieszkańców.